# Heta
Heta (Ͱ ͱ) es una letra obsoleta del alfabeto griego, que usualmente servía para denotar el sonido consonante de Η, tal como el niqud mappiq en el idioma hebreo. Su pronunciación en griego antiguo era como [h].

## Historia
En la Grecia Arcaica, Heta era un carácter adoptado del fenicio Heth (𐤇), que, como antedicho, mantenía el valor de la consonante [h]. Sin embargo, su pérdida fricativa fue temprana, siendo uno de los primeros causantes el Dialecto jónico. Así pues, fue cambiado el valor por una e larga (/εː/), y denominado finalmente Ēta (Ηη). Uno de los primeros en registrar este cambio sonoro de manera innovativa fue, según dicen,[¿quién?] el poeta Simonides de Ceos. Hoy en día,[¿cuándo?] la letra se halla en desuso, oficialmente independiente de Ēta.

### Variantes epigráficas
En las fuentes epigráficas arcaicas aparecen las siguientes variantes:

## Unicode
- Griego[2]

| Carácter      | Ͱ                         | Ͱ                         | ͱ                       | ͱ                       | Ⱶ                           | Ⱶ                           | ⱶ                         | ⱶ                         |
| ------------- | ------------------------- | ------------------------- | ----------------------- | ----------------------- | --------------------------- | --------------------------- | ------------------------- | ------------------------- |
| Unicode       | GREEK CAPITAL LETTER HETA | GREEK CAPITAL LETTER HETA | GREEK SMALL LETTER HETA | GREEK SMALL LETTER HETA | LATIN CAPITAL LETTER HALF H | LATIN CAPITAL LETTER HALF H | LATIN SMALL LETTER HALF H | LATIN SMALL LETTER HALF H |
| Codificación  | decimal                   | hex                       | decimal                 | hex                     | decimal                     | hex                         | decimal                   | hex                       |
| Unicode       | 880                       | U+0370                    | 881                     | U+0371                  | 11381                       | U+2C75                      | 11382                     | U+2C76                    |
| UTF-8         | 205 176                   | CD B0                     | 205 177                 | CD B1                   | 226 177 181                 | E2 B1 B5                    | 226 177 182               | E2 B1 B6                  |
| Ref. numérica | &#880;                    | &#x370;                   | &#881;                  | &#x371;                 | &#11381;                    | &#x2C75;                    | &#11382;                  | &#x2C76;                  |